# Samson (Raff)
Pour les articles homonymes, voir Samson (homonymie).
Personnages
Samson est un opéra ou  drame musical, composé par Joachim Raff entre 1853 et 1857 sur son propre livret, en allemand et en cinq actes. L'œuvre s'inspire de la Bible, du Livre des Juges, daté de 1152 av. J.-C. dans les indications du livret.

## Historique
Joachim Raff a connu le succès avec son premier opéra König Alfred, créé à Weimar en 1851. Il compose immédiatement son deuxième opus, ce Samson tout en décidant, sur le conseil de Franz Liszt, de se lancer en même temps dans l'écriture d'une thèse sur la même sujet. Mais sa biographe Helene Raff, rapporte les difficultés de la double entreprise et conclut finalement que « Aber allmählich wird ihm, vielleicht durch Äußerungen von Fachmännern, klar geworden sein, wie schwierig und ungewiss das Vorankommen in dieser neuen Laufbahn einem jungen Musiker werden müsste. » [Mais peu à peu, peut-être grâce aux commentaires d'experts, il aura compris à quel point il doit être difficile et incertain pour un jeune musicien d'avancer dans cette nouvelle carrière]. Joachim Raff doit constater également que le succès de sa première œuvre n'a pas dépassé les limites de Weimar.
Il termine cependant la composition de son Samson en 1856 et l'ensemble de l'instrumentation est achevée en 1857. Le résultat soulève l'enthousiasme de Liszt. Joachim Raff lui-même rapporte « Die drei Akte, die ich heute Mittag mit Liszt durchgenommen, haben ihn enthusiasmiert » [Les trois actes que j'ai lus avec Liszt cet après-midi l'ont enthousiasmé]. Raff ne parvient pas à trouver un théâtre prêt à monter l'œuvre, alors musicalement très moderne, ni les chanteurs prêts à incarner les principaux rôles. Il tente de la remanier, de la raccourcir, en vain. Entretemps, Camille Saint-Saëns a composé et publié son Samson et Dalila et connait le succès lors de la Première sous la direction d'Eduard Lassen et du directeur artistique Franz Liszt au Théâtre de la Cour de Weimar en décembre 1877. Malgré l'intérêt que porte Hans Von Büllow à la partition après la mort de Raff, ainsi que le ténor Ludwig Schnorr von Carolsfeld, créateur du rôle de Tristan, l'opéra ne sera toujours pas monté.
Les œuvres de Joachim Raff tombent dans l'oubli jusqu'en 1998, année durant laquelle le chercheur en musicologie Volker Tosta, s'intéresse à ces partitions posthumes qu'il découvre à la Bibliothèque de Berlin. Parmi les multiples compositions, se trouve l'opéra Samson en deux volumes que Tosta publie pour la première fois en 2019, sous la forme de réduction pour piano, aux éditions Nordstern de Stuttgart. Le prélude du troisième acte a déjà fait l'objet d'un enregistrement chez Sterling, avec l'orchestre du Norrlands Opera sous la direction de Roland Kluttig. Et c'est au théâtre de Weimar que reviendra la Première mise en scène de Samson, le 11 septembre 2022. L'idée est défendue par le directeur musical Dominik Beykirch, qui, à l'occasion du bicentenaire de la naissance du compositeur, « Raffs ambitionierteste Oper am Ort ihrer Entstehung vorzustellen » [veut présenter l'opéra le plus ambitieux de Raff, là où il a été composé] .
La mise en scène a été confiée à Calixto Bieito et un enregistrement de la première représentation a été diffusé sur de nombreuses radios.

## Personnages et distribution de la Première
| Rôle                       | Tessiture de la voix | Distribution de la Première le 11 septembre 2022 au Deutsches Nationaltheater de Weimar Direction : Dominik Beykirch |
| -------------------------- | -------------------- | --- |
| Samson                     | Ténor                | Peter Sonn |
| Delilah                    | soprano              | Emma Moore |
| Grand Prêtre de Dagon      | Basse                | Avtandil Kaspeli |
| Abimelech                  | Baryton              | Uwe Schenker-Primus                                                                                                  |
| Seran von Ascalon          | Baryton              | Oleksandr Pushniak                                                                                                   |
| Gardien de prison          | Ténor                | Jörn Eichler |
| Micha                      | Ténor                | Taejun Sun |
| Grande Prêtresse d'Astarte | Mezzosoprano         | Sayaka Shigeshima |
| Une femme du peuple        | Soprano              | Franziska Löber |

Mise en scène de la Première : Calixto Bieito.